# Jerejmentau audany
Jerejmentau audany (kazakiska: Ерейментау ауданы), ryska Jerejmentau rajon, är ett distrikt i Kazakstan. Det ligger i oblystet Aqmola, i den centrala delen av landet, 130 km öster om huvudstaden Astana. Distriktshuvuort är Jerejmentau.